# Слепакова, Нонна Менделевна
Но́нна Ме́нделевна Слепако́ва (31 октября 1936, Ленинград — 12 августа 1998, Санкт-Петербург) — русская советская поэтесса, переводчица, прозаик, драматург.

## Биография
Родилась 31 октября 1936 года в Ленинграде, где и прожила всю жизнь в Петроградском районе . В 1936-1974 на улице Гатчинской в доме 22, с 1974 на улице Большой Зеленина в доме 29.
Отец — инженер-текстильщик, участник Великой Отечественной войны Мендель Цалевич Слепаков (1907, Семёновка — 1956), был тяжело ранен и в 1951 году в результате этого ранения парализован; до войны работал на фабрике «Красный ткач» (комбинат им. Тельмана), а после войны стал там же директором ФЗУ.
Нонна Слепакова окончила Ленинградский Государственный библиотечный институт имени Н. К. Крупской (1958). С 1968 года член Союза писателей. С 1991 года член Союза писателей Санкт-Петербурга. Работала в типографии «Печатный Двор».
Впервые опубликовала стихотворный цикл в 1961 году. С 1967 по 1996 годы опубликовала ряд стихотворных сборников, книги стихов и прозы для детей. Самые известные из её стихотворных сборников — «Петроградская сторона» (1985), «Очередь» (1996), «Полоса отчуждения» (1998).
Переводила с английского — Китса, Киплинга, Милна, современных английских и американских поэтов. Написала около 30 песен.
На сценах российских театров поставлены пьесы для детей; самая известная — «Кошка, которая гуляла сама по себе» по сказке Р. Киплинга.
В 1996 года совместно с поэтом-переводчиком Ильёй Фоняковым издала книгу переводов известного американского поэта Аарона Крамера «Пограничный инцидент». Перевела несколько прозаических английских книг для детей, в том числе «Приключения мышонка по имени Четверг (Четвергоша)» Майкла Бонда. В 1996 году был опубликован роман Н. Слепаковой «Лиловые люпины, или Дым без огня». Имела множество журнальных публикаций.
Вела семинар молодых поэтов Петербурга.
Умерла 12 августа 1998 года в Санкт-Петербурге. Похоронена на Серафимовском кладбище (1 уч.).

## Семья
Жена искусствоведа и поэта Льва Мочалова.